# مطالعات هندواروپایی
مطالعات هندواروپایی (به انگلیسی: Indo-European studies) یک شاخه از زبان‌شناسی و یک شاخه میان‌رشته‌ای است که سر و کار دارد با زبان‌های هندواروپایی.

## هندواروپایی‌گرا
هندواروپایی‌گرا یک متخصص (معمولا در رشته زبان‌شناسی یا انسان‌شناسی) است که در مطالعات هندواروپایی به کار مشغول است. هندواروپایی‌گراها Indo-Europeanists اصطلاحی است که برخی کتب غربی برای نظریه پردازان زبانشناسی، که در حوزه خانواده زبان‌های هندواروپایی مطالعه می‌کنند به کار برده‌اند.